# John Dornan
Pour les articles homonymes, voir Dornan.
John Dornan est un homme politique et médecin canadien qui sert comme ministre de la Santé du Nouveau-Brunswick depuis le 2 novembre 2024. Il est élu à l'Assemblée législative aux élections générales néo-brunswickoises de 2024. Il est membre du Parti libéral du Nouveau-Brunswick et représente la circonscription de Saint-Jean-Portland-Simonds. Avant d'entrer en politique, il est médecin et président-directeur général (PDG) du réseau de santé Horizon.

## Biographie

### Jeunesse et carrière
Dornan est né en 1958 ou 1959. Il pratique comme médecin endocrinologue et spécialiste en médecine interne de 1987 à 2022 à l'hôpital général de Saint-Jean (Nouveau-Brunswick). Il est membre du Collège royal des médecins et chirurgiens du Canada avec le rang de "fellow" en médecine interne, endocrinologie et métabolisme. Il travaille comme chef intérimaire du département d'urgence à l'hôpital Saint-Jean pendant huit mois en 2008-2009.

### Direction du Réseau de Santé Horizon
En août 2021, Dornan devient président intérimaire et directeur-général du Horizon Health Network (en) pendant la pandémie de Covid-19 au Nouveau-Brunswick. Il devient le président régulier en mars 2022 avec un contrat de cinq ans.
Quatre mois plus tard, après le décès d'un patient dans la salle d'urgence de l'hôpital Everett Chalmers à Fredericton, le premier ministre du Nouveau-Brunswick Blaine Higgs annonce le congédiement de Dornan, ainsi que les congédiements de Dorothy Shephard comme ministre de Santé, et aussi des bureaux de direction des deux réseaux de santé Horizon et Vitalité.
Dornan poursuit la province pour le congédiement injuste. En février 2023, l'arbitre du cas lui attribue un total de 2 million $. En avril 2024, après deux niveaux d'appel et une semaine après que Dornan annonce son entrée dans la politique provinciale, le gouvernement annonce que la question a été réglée à l'amiable plutôt que d'aller à la Cour d'appel du Nouveau-Brunswick.

### Carrière politique
En avril 2024, Dornan annonce briguer l'investiture du Parti libéral du Nouveau-Brunswick dans la circonscription de Saint-Jean-Portland-Simonds, où le député à l'Assemblée législative, Trevor Holder, a décidé de ne pas solliciter un autre mandat lors des élections générales néo-brunswickoises de 2024 après avoir exprimé son désaccord avec le style de direction du premier ministre Blaine Higgs. Dornan devient candidat officiel le mois suivant. Le 21 octobre 2024, il est élu député à l'Assemblée législative du Nouveau-Brunswick de la circonscription de Saint-Jean-Portland-Simonds avec 53,4 % des voix, défaisant le candidat progressiste-conservateur Paul Dempsey par plus de 1 000 voix dans une circonscription qui avait voté à plus de 50 % pour le Parti progressiste-conservateur aux deux dernières élections,. Le Parti libéral obtient un gouvernement majoritaire.
Le 2 novembre 2024, la nouvelle première ministre Susan Holt nomme John Dornan ministre de la Santé dans son premier conseil des ministres.